# Governatorato della Somalia
Il governo della Somalia italiana era un divisione amministrativa dell'Africa Orientale Italiana istituita il 1º giugno 1936 come riorganizzazione Somalia italiana.
Nel 1938, confinava a nord con la Somalia britannica, a sud con il Kenya, ad est con il governatorato di Galla e Sidama e con il governatorato di Harar, ad ovest con l'Oceano Indiano.
Il governo era guidato da un governatore.

## Commissariati
Comprendeva i commissariati:
- Commissariato dell'Alto Giuba
- Commissariato del Basso Giuba
- Commissariato dell'Alto Scebeli
- Commissariato del Basso Scebeli
- Commissariato della Migiurtinia
- Commissariato di Mogadiscio
- Commissariato del Mudugh
- Commissariato del Nogal